# 起台镇
起台镇，是中华人民共和国河南省商丘市柘城县下辖的一个乡镇级行政单位。

## 行政区划
起台镇下辖以下地区：
史刘楼村、
北街村、南街村、王庄村、许陈村、赵庄村、来楼村、梁双村、岳庄村、陈集村、李尧村、史老家村、史小村、贾楼村、唐楼村、史大村、冯桥村、买臣村、徐庄村、吉楼村、李寨村、李老家村、韩楼村、前韩村、赵庙村、楚庄村、高庙村、李集村、高店村和彭庄村。